# Tvărdica
Tvărdica (búlgaro:Твърдица) é uma cidade da Bulgária, localizada no distrito de Sliven. A sua população era de 5,669 habitantes segundo o censo de 2010.

## População
| Tvărdica | Tvărdica | Tvărdica | Tvărdica | Tvărdica | Tvărdica | Tvărdica | Tvărdica | Tvărdica | Tvărdica | Tvărdica | Tvărdica | Tvărdica | Tvărdica | Tvărdica | Tvărdica | Tvărdica | Tvărdica | Tvărdica | Tvărdica |
| --- | -------- | -------- | -------- | -------- | -------- | -------- | -------- | -------- | -------- | -------- | -------- | -------- | -------- | -------- | -------- | -------- | -------- | -------- | -------- |
| Ano | 1887     | 1910     | 1934     | 1946     | 1956     | 1965     | 1975     | 1985     | 1992     | 2001     | 2002     | 2003     | 2004     | 2005     | 2006     | 2007     | 2008     | 2009     | 2010     |
| População |          |          |          | …        | …        | 6,690    | 7,488    | 7,182    | 7,196    | 6,001    | 5,983    | 5,896    | 5,861    | 5,844    | 5,778    | 5,770    | 5,745    | 5,703    | 5,669    |
| Fontes: Instituto Nacional de Estatísticas, „citypopulation.de“, „pop-stat.mashke.org“, Bulgarian Academy of Sciences |          |          |          |          |          |          |          |          |          |          |          |          |          |          |          |          |          |          |          |